# 康拉德·费伦茨
康拉德·费伦茨（匈牙利語：Konrád Ferenc，1945年4月17日—2015年4月21日），匈牙利男子水球运动员。他曾代表匈牙利参加1968年、1972年和1976年夏季奥林匹克运动会水球比赛，共获得一枚金牌、一枚银牌和一枚铜牌。